# LAC-Colombia-Flug 028
Auf dem LAC-Colombia-Flug 028 (Flugnummer: ALA028) stürzte am 4. Februar 1996 eine Douglas DC-8-55F der LAC Colombia kurz nach dem Start vom Flughafen Asunción auf ein Spielfeld. Bei dem Unfall kamen alle 4 Insassen der Maschine sowie 18 Personen am Boden ums Leben. Es handelt sich um den schwersten Flugunfall in Paraguay.

## Flugzeug

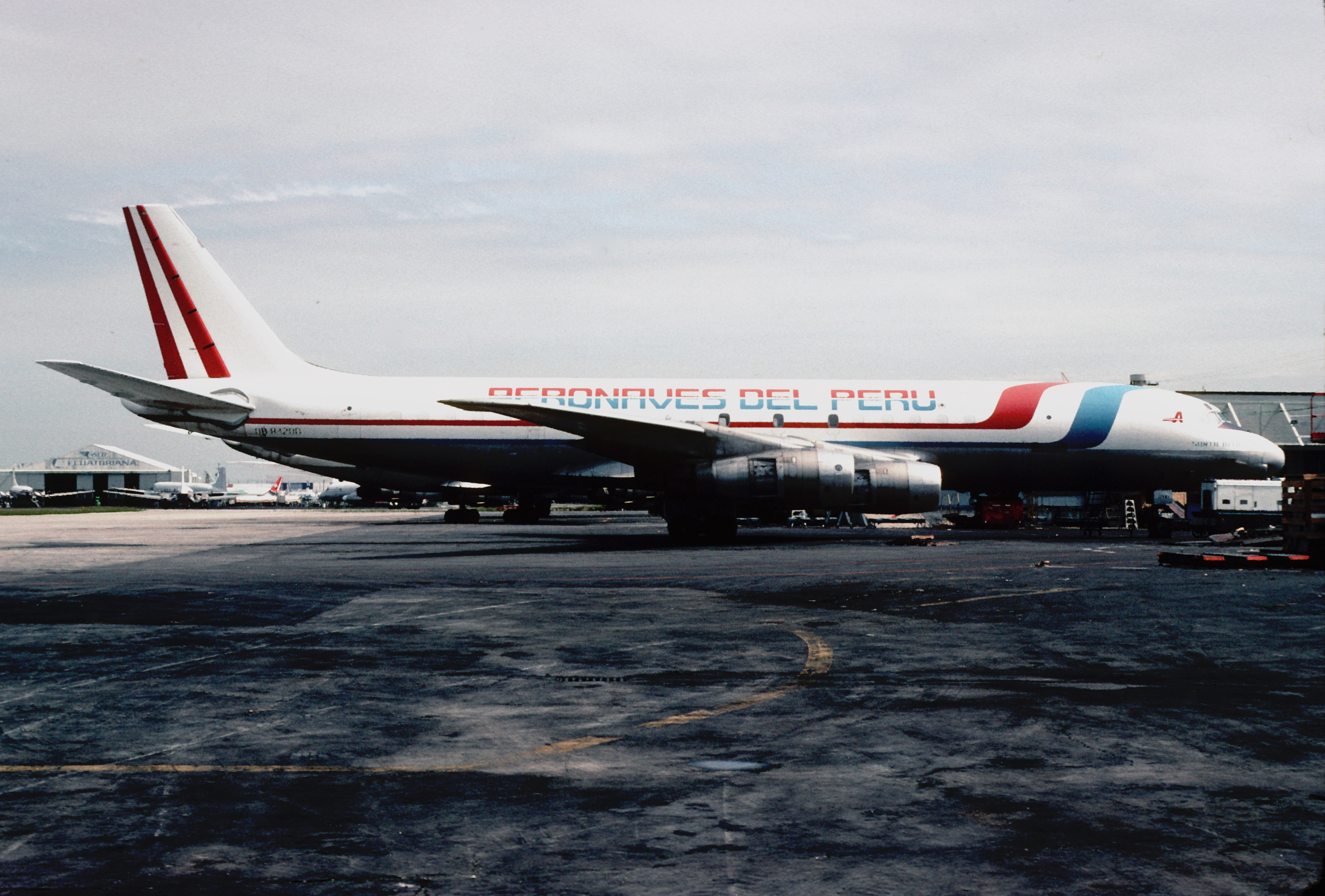
Die Unfallmaschine im November 1982 bei der Aeronaves del Peru

Bei der verunglückten Maschine handelte es sich um eine Douglas DC-8-55CF Jet Trader, die zum Zeitpunkt des Unfalls 29 Jahre und 5 Monate alt war. Die Maschine wurde im Douglas-Werk in Long Beach, Kalifornien montiert, ihr Erstflug erfolgte am 12. September 1966. Das Flugzeug trug die Werksnummer 45882, es handelte sich um die 282. Douglas DC-8 aus laufender Produktion. Die DC-8 wurde mit dem Luftfahrzeugkennzeichen JA8018 neu an die Japan Air Lines ausgeliefert, wo sie den Taufnamen Ise erhielt. Die Fluggesellschaft nutzte die Maschine bis zum Jahr 1980. Das Flugzeug wurde anschließend zur Frachtmaschine umgebaut und flog ab dem 15. Oktober 1980 mit dem neuen Kennzeichen OB-R-1200 und dem Taufnamen Santa Rita für die Aeronaves del Perú. Ab dem 16. August 1988 wurde die Maschine mit dem US-amerikanischen Kennzeichen N7105Q durch die Palau International Traders Inc. betrieben, ehe sie im August 1992 an die International Airlines Holding Group verkauft wurde. Ab dem 28. Februar 1993 verleaste die neue Eigentümerin die Maschine mit dem Luftfahrzeugkennzeichen HR-AMU aus Honduras erstmals an die LAC Colombia. Im November 1994 übernahm die TCB - Transportes Charter do Brasil als Eigentümer und Leasinggeber die Maschine, und verleaste sie mit dem neuen Luftfahrzeugkennzeichen HK-3979X an die LAC Colombia weiter. Ab dem 26. April 1995 war die Maschine auf die LAC Colombia selbst zugelassen und wurde durch diese betrieben. Das vierstrahlige Langstrecken-Schmalrumpfflugzeug war mit vier Triebwerken des Typs Pratt & Whitney JT3D-3B ausgestattet. Bis zum Zeitpunkt des Unfalls hatte die Maschine 66.326 Betriebsstunden bei 20.567 Starts und Landungen absolviert.

## Flugplan
Die Maschine befand sich auf einem Positionierungsflug von ihrem Standort am Flughafen Asunción zum Flughafen Viracopos. Sie wurde daher im Leerflug mit einer dreiköpfigen Besatzung und einem Passagier geflogen.

## Crew
Es befand sich eine dreiköpfige Cockpitbesatzung an Bord, bestehend aus einem Flugkapitän, einem Ersten Offizier und einem Flugingenieur.
Der Flugkapitän José Hernando Muñoz Ruiz verfügte über 9100 Stunden Flugerfahrung, darunter 5919 Stunden im Cockpit der Douglas DC-8. Der Erste Offizier José Antonio Karpf verfügte über eine kumulierte Flugerfahrung von 3500 Stunden, von denen er 3158 Stunden im Cockpit der Douglas DC-8 absolviert hatte. Der Flugingenieur Hernando Sánchez López war neben der Douglas DC-8 auch für die Flugzeugtypen Lockheed L-188 Electra, Douglas DC-6, Boeing 707, Boeing 720 und Airbus A300 lizenziert. Von seinen 14.120 Flugstunden hatte er 6060 an Bord der Douglas DC-8 abgeleistet.

## Unfallhergang
Die Maschine startete von der Startbahn 02 des Flughafens Asunción zu einem Leerflug. Der Startlauf verlief normal. Beim Erreichen der Abhebegeschwindigkeit reduzierte die Besatzung den Schub von Triebwerk Nr. 1. Unmittelbar nach dem Rotieren wurde schließlich auch die Leistung von Triebwerk Nr. 2 gedrosselt. Während das Fahrwerk immer noch ausgefahren war und sich die Auftriebshilfen immer noch in der Startkonfiguration von 15 Grad befanden, begann die Maschine an Höhe zu verlieren. Die Maschine erlitt einen Strömungsabriss und fiel zwei Kilometer hinter dem Flughafen flach auf ein Spielfeld im Distrikt Mariano Roque Alonso, auf dem sich zu diesem Zeitpunkt viele Menschen befanden. Die DC-8 brach beim Aufprall auseinander und geriet in Brand.

## Opfer
Bei dem Unfall starben alle vier Insassen an Bord der Maschine sowie 18 Personen am Boden. Die Insassen der Maschine hatten alle die kolumbianische, die meisten Opfer am Boden die paraguayische Staatsangehörigkeit. Ein Opfer kam aus Brasilien. Unter den Opfern befand sich auch ein drei Monate alter Säugling.

## Ursache
Bei der Unfalluntersuchung fiel zunächst auf, dass das Trümmerfeld der Maschine nur sehr klein war. Trotz der Größe des verunglückten Flugzeugtyps erstreckte es sich kaum über das Spielfeld hinaus. Da am Boden zudem keine Schleifspuren gefunden wurden, gingen die Ermittler davon aus, dass das Flugzeug beim Aufprall kaum Horizontalgeschwindigkeit hatte. 
Die Auswertung des Cockpit Voice Recorders führte die Ermittler zu dem Schluss, dass die Besatzung der Maschine den Positionierungsflug missbräuchlich dafür genutzt hatte, um einen Testflug bei simuliertem Triebwerksausfall durchzuführen. Auf den Aufnahmen war zu hören, wie die Piloten sich einen Scherz erlaubten und erst ein Triebwerk und dann ein weiteres deaktivierten, um das Reaktionsvermögen des mitfliegenden Piloten in Ausbildung auf abnorme Flugsituationen zu testen. Hierbei sei es schließlich zum Strömungsabriss und Absturz gekommen. 